# Малые Низгорцы
Малые Низгорцы (укр. Малі Низгірці) — село на Украине, основано в 1605 году, находится в Ружинском районе Житомирской области.
Код КОАТУУ — 1825284301. Население по переписи 2001 года составляет 440 человек. Почтовый индекс — 13626. Телефонный код — 4138. Занимает площадь 1,847 км².

## Адрес местного совета
13625, Житомирская область, Ружинский р-н, с.Малые Низгорцы, ул.Ленина, 32